# Bernardo Reyes
Bernardo Reyes (20 ou 30 août 1850 – 3 ou 9 février 1913) est un militaire et homme politique mexicain

## Biographie
Sous la présidence de Porfirio Díaz, il fut gouverneur du Nuevo León et commandant militaire du nord-est. Comme gouverneur d'État il se révéla impitoyable en réprimant des manifestations par des fusillades, tout en procédant à des réformes, notamment la première loi mexicaine sur les accidents de travail.
De 1900 à 1902, il fut ministre de la Guerre et créa la Seconde réserve, une espèce d'armée territoriale. Il se heurta au groupe des cientificos,  dont le principal représentant était José Yves Limantour. Díaz, toujours enclin à diviser pour régner, désavoua Reyes et le renvoya au Nuevo León.
En 1909, de nombreux cercles, que la perspective de voir Ramon Corral devenir vice-président et donc le successeur possible de Porfirio Díaz, proposèrent qu'il devienne le vice-président de Díaz. Ce dernier, que cette popularité inquiétait, exila Reyes en Europe sous prétexte d'une mission militaire. Reyes s'inclina.
En 1911, après la chute de Díaz, il revint au Mexique. Il sembla d'abord disposé à conclure un accord avec Francisco Madero, qui lui aurait confié le ministère de la guerre. Reyes, croyant qu'il avait une chance de remporter l'élection présidentielle, présenta sa candidature avec le soutien de ceux qui voyaient en lui un garant de l'ordre. Comme ses chances semblaient de plus en plus minces, il quitta à nouveau le pays et s'installa aux États-Unis. En décembre 1911, il se lança dans une rébellion contre le gouvernement de Madero. Après son échec, il fut emprisonné et condamné à mort, mais Madero commua la sentence.
En 1913, au cours de la Décade tragique, les militaires rebelles se rendirent à la prison de Santiago Tlatelolco et le libérèrent. Il prit alors la tête de la rébellion et se rendit au Palais national pour se proclamer président. Le bâtiment était occupé par des troupes fidèles à Madero et au cours de la fusillade qui s'ensuivit, Reyes fut tué.